# Allerbach (Gerdau)
Der Allerbach (auch Wichtenbecker Graben) ist ein orographisch rechter Zufluss der Gerdau im niedersächsischen Landkreis Uelzen (Deutschland).

## Geografie

### Verlauf
Der Allerbach entspringt einer Quelle auf dem Ostermoor südöstlich von Wichtenbeck. Er durchfließt die Ortschaft Wichtenbeck in nördlicher Richtung, weiter als Wiesenbach Richtung Norden, bevor er südlich von Eimke von Süden und Rechts in die Gerdau mündet.